# Marienerscheinungen in Međugorje

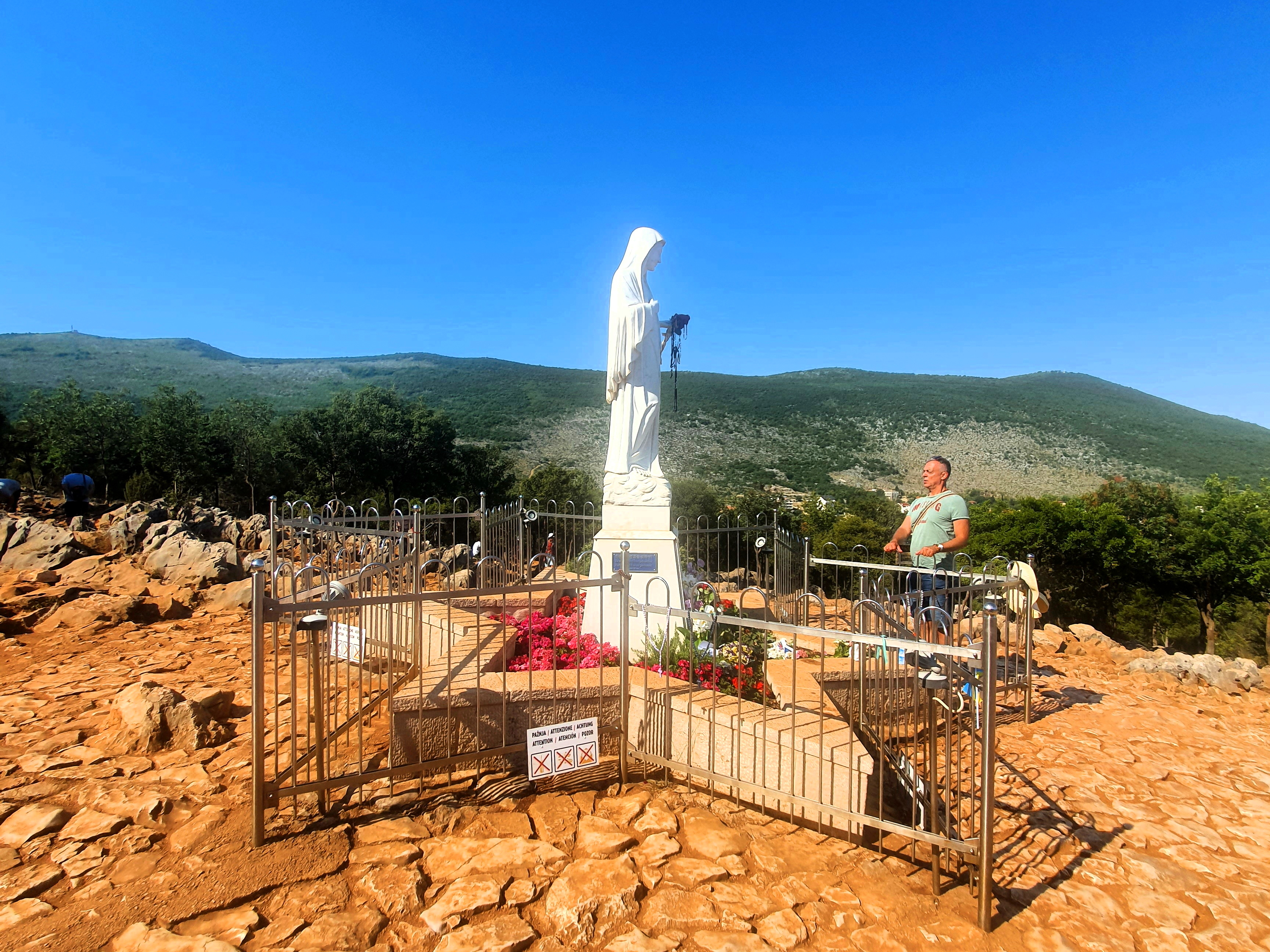
Ein Pilger vor dem Marienbildnis am vermeintlichen Erscheinungsort, einem Hügel bei Međugorje (2022).

Bei den Marienerscheinungen von Međugorje soll einer Gruppe von sechs Jugendlichen auf einem Hügel nahe dem Dorf Međugorje (transkribiert auch Medjugorje) in der westlichen Herzegowina am 24. Juni 1981 und den darauffolgenden Tagen die Gottesmutter Maria erschienen sein. Einigen dieser Personen soll die Muttergottes seitdem täglich erscheinen, um Botschaften zu übermitteln.
Die Gruppe von Jugendlichen berichtete örtlichen Franziskanerpatres davon, die auch für die weitere Verehrung sorgten. Die Berichte ereigneten sich vor dem Hintergrund einer antikommunistischen Gegenreaktion nach dem Tod des autokratisch regierenden Staatsführers Josip Broz Tito (1892–1980) und eines aufkommenden Nationalismus in der mehrheitlich von katholischen Kroaten bewohnten Region von Bosnien und Herzegowina, die damals noch Teil des sozialistischen Jugoslawien war. Die von den Franziskanern beförderten Berichte über die behaupteten Visionen wurden nicht nur vom staatlichen Regime Jugoslawiens, sondern auch von der römisch-katholischen Kirche in Person des Bischofs von Mostar sowie der serbisch-orthodoxen Kirche bekämpft.
Diese umstrittene längste und größte Serie von „Marienerscheinungen“ in der Geschichte des Katholizismus zieht gegenwärtig zahlreiche Pilger aus der ganzen Welt an. Die Visionen befinden sich noch in der Prüfung durch den Heiligen Stuhl, und derzeit wird aus kirchlicher Sicht nicht als erwiesen angenommen, dass es sich um Übernatürliches handelt („Non constat de supernaturalitate“). Entsprechend ist Katholiken die Ausrichtung bzw. Teilnahme an Veranstaltungen, Konferenzen oder Feiern untersagt, bei denen die Echtheit der vermeintlichen Erscheinungen von Međugorje als erwiesen angenommen wird. Wallfahrten sind seit 2019 auf Anordnung von Papst Franziskus offiziell erlaubt, wobei die Entscheidung des Papstes nicht als Anerkennung zu verstehen ist, sondern angesichts des „beträchtlichen Zustroms nach Medjugorje und der reichen Früchte der Gnade, die daraus entstanden sind“ seelsorglich motiviert ist. Im Jahr 2024 erteilte der Papst auch seine Zustimmung zur Marienverehrung („nihil obstat“), ohne die angeblichen Botschaften und Visionen als übernatürlich anzuerkennen.
Im Umfeld der Wallfahrten kam es wiederholt zu missbräuchlichem Verhalten durch Priester.

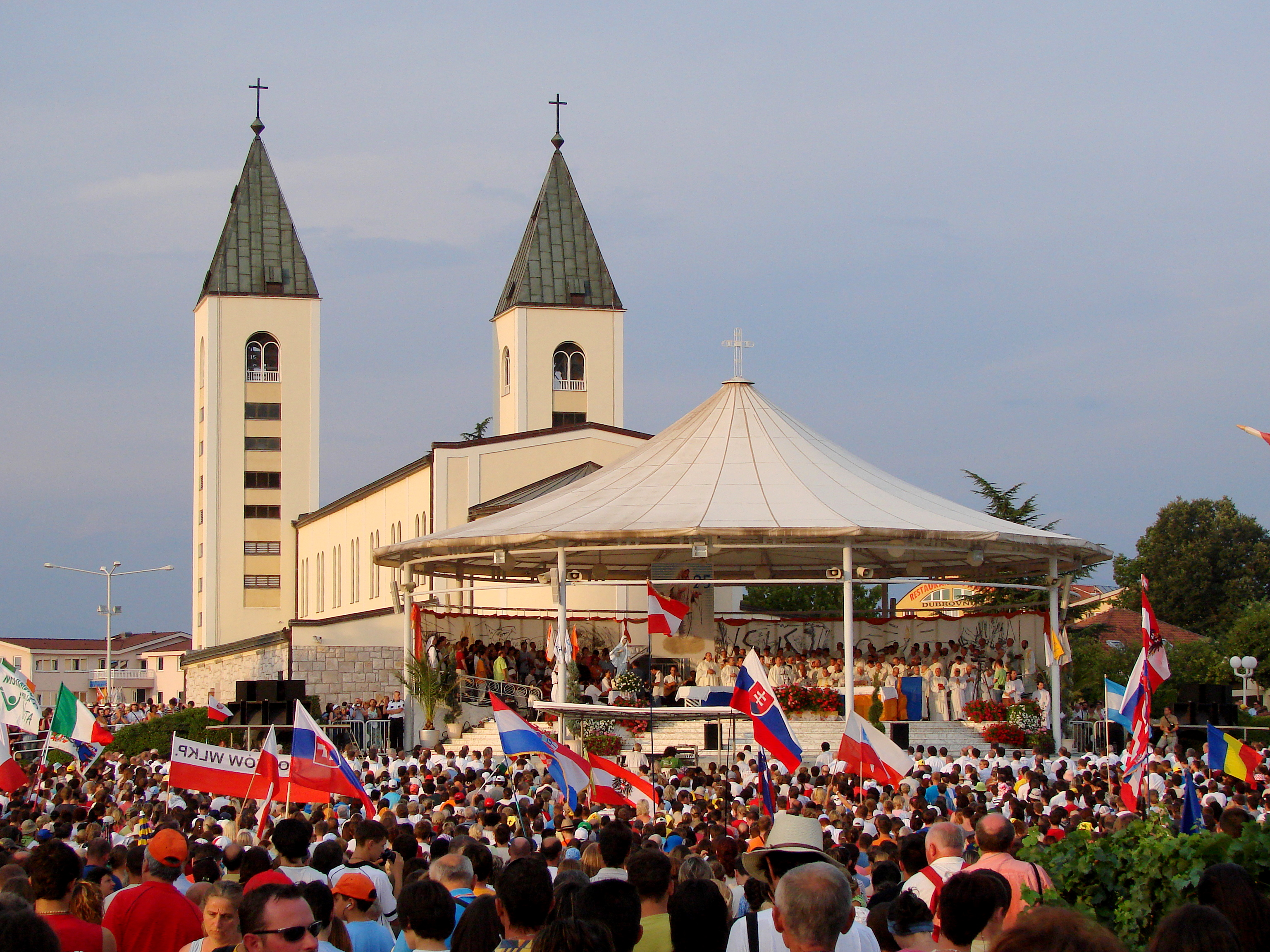
Pilger bei einer Veranstaltung in Međugorje (2006).

## Chronik der vermeintlichen Marienerscheinungen

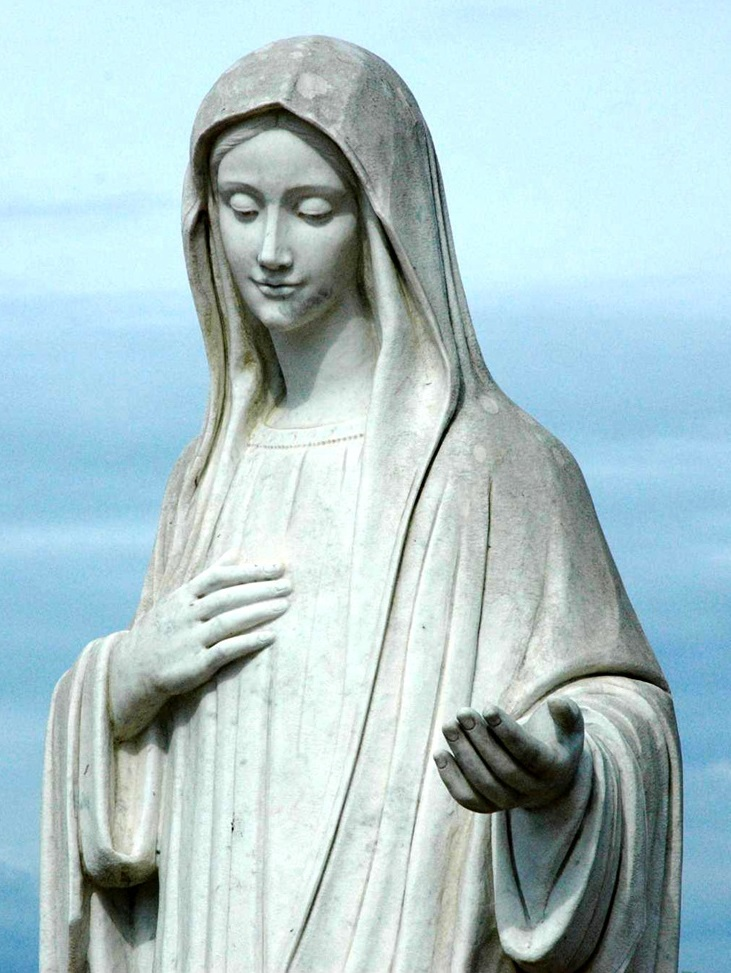
Statue der Jungfrau Maria in Međugorje

### Ereignisse vom 24. Juni bis 2. Juli 1981
Für den Nachmittag des Mittwoch, 24. Juni 1981, hatte sich Vicka Ivanković (* 1964), die in Mostar die Textilfachschule besuchte und am Vormittag an einem Förderunterricht teilnehmen musste, da sie bei der Mathematikprüfung durchgefallen war, mit Ivanka Ivanković (* 1966) und Mirjana Dragičević (* 1965) verabredet. Die Teenager verbrachten die Sommerferien bei ihren Großeltern in Međugorje. Ivanka Ivanković kam aus der Provinzhauptstadt Mostar und litt unter dem plötzlichen Tod ihrer Mutter zwei Monate zuvor, zumal sie allein war, da ihr Vater als Gastarbeiter in Deutschland arbeitete. Mirjana Dragičević besuchte ein Gymnasium in Sarajevo und galt bei den Dorfbewohnern als „Pankerica“, da sie sich in Kleidung, Gewohnheiten und Auftreten von ihnen unterschied.
Am Nachmittag des 24. Juni 1981 bestiegen Ivanka Ivanković und Mirjana Dragičević den unwegsamen Hügel Podbrdo. Bei späteren Befragungen gaben sie zunächst an, dass sie sich unterhalten und Musikkassetten hören wollten; erst bei einer späteren Befragung gaben sie an, dass sie dort geraucht hatten. Obwohl Mirjana Dragičević aus Sarajevo eine kleine Menge Haschisch mitgebracht hatte, wurde die Frage, was sie dort geraucht haben, nicht gestellt. Beim Abstieg vom Podbrdo sah Ivanka Ivanković „etwas Glänzendes“, eine „lichterfüllte Gestalt“ mit noch „verschwommenen Umrissen“, die sie für eine Erscheinung Marias hielt. Sie wies Mirjana Dragičević darauf hin, die sie jedoch bat, damit aufzuhören.
Später am Tag trafen sie die 13-jährige Milena „Milka“ Pavlović. Vicka Ivanković stieß hinzu, sowie Ivan Dragičević (* 1965, nicht verwandt mit Mirjana Dragičević) und Ivan Ivanković (* 1961, nicht verwandt mit Vicka Ivanković). Vicka Ivanković gab an, in 200 Metern Entfernung eine „Lichtgestalt“ ausgemacht zu haben. Mirjana, Vicka und Ivanka riefen, dass sie „das Licht“ sehen würden, woraufhin auch Ivan hinauf ging und angab, das Licht zu sehen. Ivanka, die beim plötzlichen Tod ihrer Mutter im vorhergehenden April keinen Abschied von dieser hatte nehmen können, erblickte in dem Licht eine Muttergestalt, die sie als „Mutter Gottes“ beschreibt. Mirjana, Vicka und Ivan Dragičević übernehmen diese Deutung.
Am 25. Juni 1981 schloss sich statt Milena „Milka“ Pavlovic ihre Schwester Marija Pavlovic (* 1965) den vier Jugendlichen an, die außerdem den zehnjährigen Jakov Colo (* 1971) aus der Nachbarschaft mitbrachten. Die Gruppe aus diesen sechs Jugendlichen wird später als „Seher“ bezeichnet.
Am 27. Juni 1981 kehrte der Franziskanerpater Jozo Zovko von Exerzitien der Charismatischen Bewegung in Zagreb zurück nach Međugorje und sprach am 28. Juni einzeln mit den Jugendlichen. Obwohl er bereits in dieser Phase von der fehlenden Echtheit der Erscheinungen der sechs Jugendlichen überzeugt schien, unterließ er es, ihnen eine faire Rückzugsmöglichkeit aufzuzeigen, sondern wies die Jugendlichen nachdrücklich an, sich bei der Erscheinung zu erkundigen, ob sie auch in der St.-Jakobs-Kirche (Sveti Jakov) von Međugorje erscheinen könne – und zwar so lange, bis ihm sein Wunsch erfüllt wurde. Vom 2. Juli 1981 an verlegten die Jugendlichen ihre täglichen „Erscheinungen“ in die Dorfkirche.

### Weiterer Verlauf
Im September 2013 stellte sich heraus, dass eine im Dunklen leuchtende Marienstatue aus dem Besitz der „Seherin“ Vicka Ivanković-Mijatović mit Leuchtfarbe bestrichen worden war. Anhand von Fotos, die das für die Leuchtfarbe typische Farbspektrum zeigten, identifizierte der kroatische Chemiker Pavle Močilac die Substanz als Farbe auf der Grundlage von Strontiumaluminat. In den Tagen zuvor hatte das vermeintliche Wunder mehr als 15.000 Gläubige angezogen. Ivanković-Mijatović stellte den Vorgang als „Zeichen der Muttergottes“ dar.
Im März 2020 gab die „Seherin“ Mirjana Dragičević bekannt, dass die Gottesmutter angekündigt habe, dass sie fortan nicht mehr am zweiten Tag jedes Monats erscheinen werde. Jedoch hätten weiterhin drei der Seher tägliche Erscheinungen, da ihnen noch nicht alle Geheimnisse mitgeteilt worden seien.

## Rolle der örtlichen Franziskanerpatres
Pater Jozo Zovko gewann Kontrolle über das Geschehen, staffierte die Geschehnisse zu einem authentischen mystischen Phänomen aus und begeisterte mit enthusiastischen Predigten die Gemeinde. Nach einer Verhaftung Pater Zovkos am 17. August 1981 durch die jugoslawische Polizei, die das kommunistische Machtmonopol angegriffen sah, übernahm der Franziskanerpater Tomislav Vlašić seine Rolle. Im Oktober 1981 wurde Pater Zovko wegen angeblicher Beteiligung an einer nationalistischen Verschwörung zu einer dreieinhalbjährigen Freiheitsstrafe mit Zwangsarbeit verurteilt und nach Verkürzung der Haftstrafe in einem Berufungsverfahren vor dem jugoslawischen Bundesgericht in Belgrad auf anderthalb Jahre 1983 aus der Haft entlassen.
Der Franziskanerpater Tomislav Vlašić hatte 1976 in Zagreb sein Gelübde gebrochen und mit einer Nonne namens Schwester Rufina M. K. ein Kind gezeugt, die er unter Bruch seines Heiratsversprechens in die DDR abschob. Der zuständige Bischof, Pavao Žanić, in Mostar, bezeichnete Tomislav Vlašić als „Trickser“, „charismatischen Hexer“, „Puppenspieler“. Vlašić flüchtete später nach Italien und gründete zusammen mit seiner neuen Lebensgefährtin Agnes Heupel eine Sekte namens „Königin des Friedens, ganz Dein — durch Maria zu Jesus“. Wegen Verbreitung suspekter Lehren und Manipulation des Gewissens wurde er am 25. Januar 2008 durch ein Dekret der Glaubenskongregation sanktioniert. Nach Vorwürfen schwerer sexueller Verfehlungen, schweren Ungehorsams, der Verbreitung von Irrlehren und der Manipulation wurde Vlašić am 23. Oktober 2020 exkommuniziert. Vlašićs Lebenswandel ließ bei Skeptikern den Verdacht aufkommen, dass er auch die herzegowinischen Seher im Zeitraum von September 1981 bis 1985 manipuliert haben könnte, zu einer Zeit, als die Betroffenen noch Kinder und leicht manipulierbar waren. 1981 waren Vicka Ivanković 17 Jahre, Ivanka Ivanković 15 Jahre und Mirjana Dragicević 16 Jahre, Ivan Dragicević 16 Jahre, Marija Pavlović 15 Jahre und Jakov Colo 10 Jahre.

## Kritische Beurteilung durch die Kirche
Zu den angeblichen täglichen Erscheinungen Marias sagt Papst Franziskus 2017: „Maria ist keine Chefin eines Telegrafenamtes, die täglich eine Nachricht schickt“
und weiter: „Dies ist nicht die Mutter Jesu.“
Der Vorsitzende der Deutschen Arbeitsgemeinschaft für Mariologie, Manfred Hauke, wies darauf hin, dass „Erscheinungen“ einen psychogenen Ursprung haben; das heißt „ob jemand den Klabautermann, die eigene Schwiegermutter oder die Jungfrau Maria visionär erlebt, hängt von der subjektiven psychischen Disposition ab, gegebenenfalls von unbewussten seelischen Automatismen und nicht von objektiven Gegebenheiten, die dem Menschen von außen entgegenkommen.“
Die sogenannten „Botschaften“ kritisierte er wie folgt: „Neben einer Fülle von katechetischen Selbstverständlichkeiten, die sich wesentlich gehaltvoller in der Bibel und im Katechismus finden, enthalten die Botschaften Elemente, die klar gegen einen übernatürlichen Ursprung des Phänomens sprechen.“ Manfred Hauke forderte, dass die Kirche zuerst die Frage der Echtheit stellt, bevor eine pastorale Antwort erfolge, und kritisierte, dass der Vatikan einen „Mantel des Schweigens“ über die sittlichen Skandale gebreitet habe, die mit den „Erscheinungen“ verbunden seien.
Der Papst-Gesandte für Međugorje, Erzbischof Henryk Hoser, hat vor dem Eindringen der Mafia im bosnisch-herzegowinischen Wallfahrtsort gewarnt. Hoser bezog sich auf Berichte, wonach die Camorra mit der Organisation von Pilgerreisen und mit Hotels in Međugorje starke Gewinne mache und lokale Souvenirgeschäfte Mitbringsel verkaufen, die von durch die Camorra unterwanderten Unternehmen im neapolitanischen Raum produziert würden.

### Haltung der Weltkirche
Die römisch-katholische Kirche erkannte Međugorje zunächst weder als Wallfahrtsort noch als Ort von Marienerscheinungen an. Auf eine diesbezügliche Anfrage antwortete die Glaubenskongregation mit dem Urteil der ehemaligen gesamtjugoslawischen Bischofskonferenz des Jahres 1991: „Kraft der bisher angestellten Untersuchungen ist es nicht möglich, zu sagen, dass es sich um übernatürliche Erscheinungen oder Offenbarungen handelt“. Wallfahrten, also Pilgerfahrten von Bistümern, katholischen Vereinigungen waren daher nicht erlaubt. Als private Reisen einzelner, mit geistlichem Ziel sind Pilgerfahrten nach Međugorje nur unter der Bedingung gestattet, dass sie nicht das Ziel einer Authentifizierung der Ereignisse verfolgen.
In einem Schreiben vom 22. Juli 1998 erklärte der damalige Präfekt der Glaubenskongregation, Joseph Kardinal Ratzinger, ihm und Papst Johannes Paul II. zugeschriebene positive Stellungnahmen zu Međugorje seien frei erfunden. Die Glaubenskongregation verhängte am 30. Mai 2008 das Interdikt als Kirchenstrafe gegen einen geistlichen Begleiter der „Seher“, P. Tomislav Vlašić OFM, dem Kritiker vorwerfen, die damals im Kindesalter befindlichen „Seher“ manipuliert zu haben, wegen diverser Vergehen gegen die kirchliche Disziplin. Im Jahr 2009 wurde er wegen „Vergehen gegen die kirchliche Disziplin“ laisiert und gleichzeitig aus dem Franziskanerorden entlassen. Da er sich weiterhin als Ordenspriester dargestellt und als Missionar betätigt hatte, wurde er am 15. Juli 2020 von der Glaubenskongregation exkommuniziert.
Im Jahr 2008 wurde bestätigt, dass 2006 eine vatikanische Untersuchungskommission eingesetzt worden sei, die nach Angaben des Erzbischofs von Vrhbosna, Vinko Kardinal Puljić, sowohl die angeblichen Marienerscheinungen als auch die Art der pastoralen Tätigkeit der Priester vor Ort untersuchen solle. Die Kommission gelangte zu dem Ergebnis, es handle sich nicht um Erscheinungen übernatürlicher Art. Im November 2009 bestätigte die Glaubenskongregation die volle Jurisdiktion der Ortsbischöfe in der Angelegenheit Međugorje und brachte ihre ablehnende Haltung zum Ausdruck.
Im März 2010 wurde eine weitere vatikanische Untersuchungskommission eingesetzt. Gegenstand dieser Untersuchungen waren das geistliche Leben in den Pfarreien und die Pilgerbetreuung in Međugorje. Ende Februar 2012 erklärte die von Kardinal Camillo Ruini geleitete Kommission, alle sechs „Seher“ seien bereits im Vatikan befragt worden. Die Untersuchungsergebnisse sollten noch im selben Jahr an Papst Benedikt XVI. übergeben werden. Die zeitliche Vorgabe wurde jedoch nicht eingehalten, und die Kommission blieb noch bis 2014 tätig.
Im Herbst 2013 untersagte der Präfekt der Kongregation für die Glaubenslehre, Gerhard Ludwig Kardinal Müller, auch Laien die Teilnahme an Veranstaltungen, bei denen man von der Glaubwürdigkeit der behaupteten Marienerscheinungen ausgehe. Am 17. Januar 2014 schloss die 2010 eingesetzte Untersuchungskommission ihre Arbeit ab; Ergebnisse wurden nicht bekanntgegeben. Am 8. Juni 2015 kündigte Papst Franziskus nach seinem Besuch in Sarajevo, wo er zu Međugorje keine Stellung genommen hatte, eine baldige endgültige Entscheidung an.
Am 17. November 2016 ersuchte der Präfekt der Glaubenskongregation, Kurienkardinal Gerhard Ludwig Müller, die Gläubigen, im Hinblick auf die Phänomene in Međugorje die endgültige Entscheidung der Weltkirche abzuwarten. Am 11. Februar 2017 ernannte Papst Franziskus den Bischof von Warschau-Praga, Erzbischof Henryk Hoser, zu seinem Sondergesandten für Međugorje. Hoser sollte Erkenntnisse über die Situation vor Ort und die Bedürfnisse der Pilger sammeln sowie Vorschläge für pastorale Initiativen unterbreiten. Hosers Auftrag, den er neben der Leitung seiner Diözese wahrnimmt, sollte bis Juni 2017 abgeschlossen sein. Ausdrücklich betont wurde der ausschließlich seelsorgliche Charakter dieser Mission.
Im Mai erklärte die Ruini-Kommission ihre Skepsis bezüglich der ersten sieben angeblichen Erscheinungen vom 24. Juni bis 3. Juli 1981; sie müssten weiter auf ihre Echtheit überprüft werden. Die späteren Erscheinungen werden noch kritischer gesehen. Papst Franziskus äußerte: „Dies ist nicht die Mutter Jesu. Und diese scheinbaren Erscheinungen haben nicht viel Wert.“ Der Ruini-Bericht enthielt die Empfehlung, das Verbot von Wallfahrten nach Međugorje aufzuheben, und wurde von Teilen der Glaubenskongregation kritisiert. Eine päpstliche Entscheidung wurde für Sommer 2017 nach der geplanten Vorlage der Empfehlungen von Erzbischof Hoser angekündigt. Mit Stand von Dezember 2017 lag nach Auskunft der katholischen Kirche in Deutschland weiter keine derartige Entscheidung vor.
Im Mai 2018 wurde Erzbischof Hoser von Papst Franziskus zum Apostolischen Visitator für Međugorje ernannt und beauftragt, sich auch in dieser Funktion ein Bild von der priesterlichen Betreuung der dortigen Pilger zu machen. Im Juli 2018 warnte Hoser vor der Präsenz der Mafia, insbesondere der süditalienischen Camorra aus Neapel, im Pilgergeschäft von Međugorje. Im Oktober 2018 erklärte der Papst, Gott wirke in Međugorje „trotz“ der Seher, ihrer angeblichen Erscheinungen und Marienbotschaften, Wunder. Anfang Februar 2019 war Hosers Auftrag in Međugorje beendet, eine päpstliche Entscheidung lag zu diesem Zeitpunkt nicht vor.
Im Mai 2019 kündigten Hoser und der Apostolische Nuntius Luigi Pezzuto die Erlaubnis auch offizieller Pilgerfahrten an, sie sei jedoch keine Anerkennung der behaupteten Marienerscheinungen. Das vatikanische Presseamt bestätigte die Ankündigung.
Am 27. November 2021 ernannte Papst Franziskus nach Hosers Tod den vorherigen Apostolischen Nuntius in den Niederlanden, Erzbischof Aldo Cavalli, auf unbestimmte Zeit und ad nutum Sanctae Sedis zum Apostolischen Visitator mit besonderem Aufgabengebiet für den Wallfahrtsort und die Pfarrei Međugorje.

### „‚Die Königin des Friedens‘. Note über die geistliche Erfahrung im Zusammenhang mit Medjugorje“, September 2024
Am 17. Mai 2024 veröffentlichte das Dikasterium für die Glaubenslehre des Heiligen Stuhls neue Normen für das Verfahren zur Beurteilung mutmaßlicher übernatürlicher Phänomene. Am 19. September 2024 nahm das Dikasterium in seiner Note ‚Die Königin des Friedens‘. Note über die geistliche Erfahrung im Zusammenhang mit Medjugorje zu den Marienerscheinungen in Međugorje Stellung. Es konstatierte als positive Effekte die „große und wachsende Zahl von Anhängern in der ganzen Welt und die zahlreichen Menschen unterschiedlichster Herkunft, die dorthin pilgern“; es komme zu vielen Bekehrungen, der Rückkehr zu den Sakramenten der Eucharistie und der Beichte, zu zahlreichen Berufungen zum Priester- und Ordensleben sowie zur Ehe, zu einer Vertiefung des Glaubens- und Gebetslebens, zu Versöhnungen zwischen Eheleuten und zur Erneuerung des Ehe- und Familienlebens. Der Marienverehrung in Medjugorje kann durch den Bischof von Mostar-Duvno ein Nihil obstat („es steht nichts entgegen“) und damit die kirchenamtliche Genehmigung erteilt werden. Allerdings, so das Dikasterium, stehe der übernatürliche Ursprung der Visionen nicht fest (non implica dichiarare che abbiano una diretta origine soprannaturale, Abschnitt 38), und die Botschaften gelten nicht als „Privatoffenbarungen“, sondern lediglich als „erbauliche Texte“ (testi edificanti) und müssten als „mutmaßliche Botschaften“ (presunti messaggi) bezeichnet werden. Die Berichte der mutmaßlichen Seher werden differenziert bewertet und in Teilen kritisiert: „Bestimmte Botschaften weisen – nach der Meinung einiger – Widersprüche auf oder stehen in Zusammenhang mit Wünschen bzw. Interessen der mutmaßlichen Seher oder anderer Menschen.“ Einige der Texte seien „konfus“ und „problematisch“ und stünden nicht in Übereinstimmung mit dem Evangelium und der Lehre der Kirche. Nach Medienberichten sollen einige der mutmaßlichen Seher von Pilgerfahrten wirtschaftlich profitiert und die Botschaften Mariens für politische und kirchenpolitische Debatten genutzt haben.

### Haltung der Diözese
1982 setzte die Kirche eine Untersuchungskommission ein, die 1984 auf Anraten der jugoslawischen Bischofskonferenz auf 15 Mitglieder erweitert wurde. Die BBC-Journalistin Mary Craig brachte in Erfahrung, dass zwölf der 15 Kommissionsmitglieder davon ausgingen, in Međugorje gebe es nichts Übernatürliches, zwei von übernatürlichen Erscheinungen ausgingen und sich ein Mitglied der Stimme enthielt. Jedoch hat die Kirche das Ergebnis der vierjährigen Recherchen nicht veröffentlicht.
Die zuständige römisch-katholische Kirche in Bosnien und Herzegowina hat die behaupteten Erscheinungen geprüft und festgestellt, dass Maria auch während der ersten sieben Tage des behaupteten Phänomens nicht erschienen sei; der Bischof von Mostar-Duvno, Ratko Perić, und sein Vorgänger Pavao Žanić legten wiederholt und ausführlich dar, dass die Angaben der „Seher“  auf sehr dünnem Boden stünden, und bezichtigte sie des Betrugs und der Täuschung. In einer Predigt am 15. Juni 2006 in der Pfarrei von Međugorje äußerte Bischof Perić, dass mittlerweile „etwas einem Schisma Vergleichbares“ existiere, auch seien bereits eine Reihe von Priestern wegen dauerhaften Ungehorsams aus dem Franziskanerorden ausgeschlossen worden und hätten in der Folge die Sakramente nicht gültig gespendet bzw. bei kirchlichen Trauungen assistiert, was zur Ungültigkeit der Eheschließungen geführt habe.
Am 12. Juni 2009 untersagte Bischof Perić der in ihrer Međugorjer Kapelle tätigen Gemeinschaft Oasi della Pace („Oase des Friedens“) jeglichen weiteren Aufenthalt im Bistum und verbot der Pfarrei, sich als „Heiligtum“ („Schrein“) zu bezeichnen. Priestern, die die Pfarrei von Medjugorje betreuten oder auch solchen, die als Besucher kämen, sei es nicht erlaubt, ihre privaten Ansichten über die Haltung der Kirche zu den sogenannten „Erscheinungen“ und „Botschaften“ zu stellen, weder bei der Feier der Sakramente noch bei anderen öffentlichen Andachts- und Frömmigkeitsformen noch in den katholischen Medien. Im Juni 2018 wiederholte der zuständige römisch-katholische Bischof das Ergebnis der Untersuchung, dass Maria auch während der ersten sieben Tage des behaupteten Phänomens in Međugorje de facto nicht erschienen sei.

## Sexueller Missbrauch und Misshandlung
Im April 2009 wurde ein suspendierter peruanischer Priester wegen schweren sexuellen Missbrauchs eines italienischen Kindes auf einer Pilgerreise nach Međugorje vom Strafgericht im italienischen Rimini zu einer achtjährigen Freiheitsstrafe verurteilt. Das Berufungsgericht in Bologna reduzierte die Strafe im März 2010 auf vier Jahre, bestätigte aber die Verurteilung des Priesters zu einer Schadenersatzzahlung in Höhe von 350.000 Euro und verfügte seine sofortige Inhaftierung.
Im Mai 2019 versetzte Papst Franziskus den inhaftierten Priester Michele Barone aus Casapesenna im Bistum Aversa und in der Provinz Caserta in den Laienstand. Barone, dem Gründer der sektenähnlichen Gemeinschaft Piccola Casetta di Nazareth, ist der körperlichen Misshandlung eines Kindes im Rahmen eines Exorzismus und des sexuellen Missbrauchs mehrerer Mädchen in Međugorje angeklagt. Mit Barone waren die Eltern des verletzten Kindes und ein Polizeibeamter, der Barones Gemeinschaft angehörte und dem Strafvereitelung zugunsten Barones vorgeworfen wird, angeklagt und 2018 inhaftiert worden. Zuvor hatte der Ortsbischof von Aversa, Angelo Spinillo, Michele Barone vom Dienst suspendiert.

## Verbot der Teilnahme für Gläubige und Geistliche
Der Heilige Stuhl (Kongregation für die Glaubenslehre) verbietet Gläubigen und Geistlichen, an Veranstaltungen, Konferenzen oder Feiern teilzunehmen, bei denen von der Echtheit der sogenannten Erscheinungen von Međugorje ausgegangen wird.

## Weiteres
Im Jahr 2019 erhob der slowenische Künstler Andrej Ajdič Betrugsvorwürfe im Zusammenhang mit der Verwendung der von ihm gefertigten, nach seinen Angaben als Dauerleihgabe überlassenen Christusstatue vor der Pfarrkirche in Međugorje gegen die Pfarrgemeinde. Diese bestritt Ajdičs Ansprüche, laut Zollerklärung sei die Statue ein Geschenk gewesen.